# Кашина Палацето (Мантова)
Кашина Палацето је насеље у Италији у округу Мантова, региону Ломбардија.
Према процени из 2011. у насељу је живело 40 становника. Насеље се налази на надморској висини од 28 м.